# Cmentarz prawosławny w Leniuszkach
Cmentarz prawosławny w Leniuszkach – czynna nekropolia wyznania prawosławnego w Leniuszkach, zarządzana przez parafię św. Mikołaja w Zabłociu.

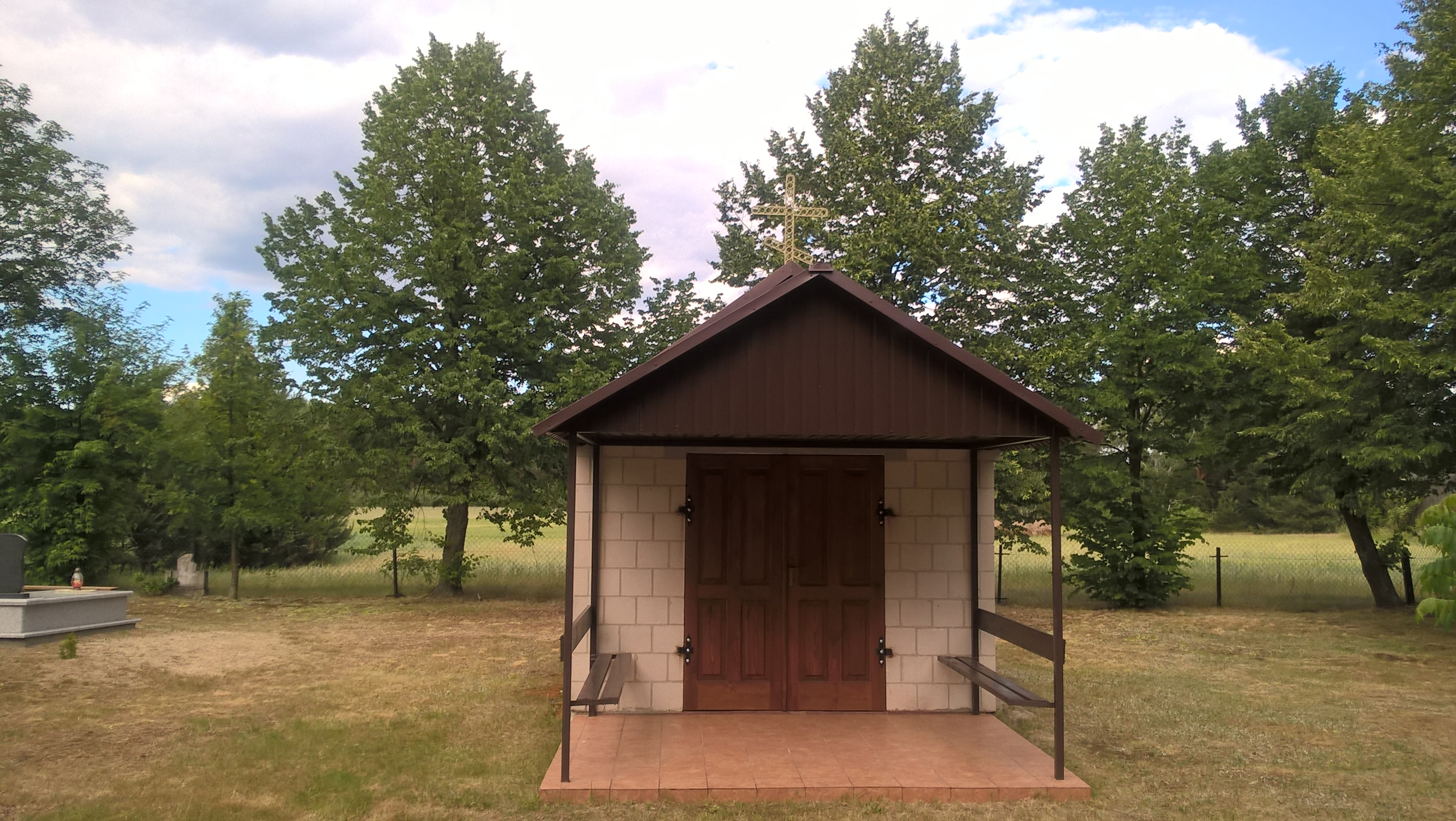
Kaplica cmentarna

Powstanie cmentarza datowane jest na II połowę XIX w. W jego obrębie znajduje się współczesna kaplica cmentarna Świętych Niewiast Niosących Wonności.